# Puchar Interkontynentalny w Lekkoatletyce 2010 – bieg na 3000 m mężczyzn
Bieg na 3000 metrów mężczyzn – jedna z konkurencji rozegranych podczas pucharu interkontynentalnego w Splicie. Biegacze rywalizowali 5 września – drugiego dnia zawodów.

## Rezultaty
| Poz. | Zawodnik                 | Reprezentacja  | Czas       |
| ---- | ------------------------ | -------------- | ---------- |
| 1.   | Bernard Lagat            | Ameryka        | 7:54.75    |
| 2.   | Moses Kipsiro            | Afryka         | 7:54.98 SB |
| 3.   | Bayron Piedra            | Ameryka        | 7:55.52    |
| 4.   | Tariku Bekele            | Afryka         | 7:55.79    |
| 5.   | Vincent Kipsegechi Yator | Afryka         | 7:57.46    |
| 6.   | Adrian Blincoe           | Azja i Oceania | 7:57.67    |
| 7.   | Daniele Meucci           | Europa         | 7:57.98 SB |
| 8.   | Ben St.Lawrence          | Azja i Oceania | 7:58.55    |
| 9.   | Mateusz Demczyszak       | Europa         | 7:59.92    |
| 10.  | Noureddine Smaïl         | Europa         | 8:11.66    |
| 11.  | Diego Alberto Borrego    | Ameryka        | 8:12.92 SB |